# Копейский городской округ
Копе́йский городско́й о́круг — муниципальное образование в Челябинской области России.
Административный центр — город Копейск. Площадь района 355.76 км. кв.
Соответствует административно-территориальной единице город областного подчинения Копейск.

## История
Статус и границы городского округа установлены законом Челябинской области от 28 октября 2004 года № 291-ЗО «О статусе и границах Копейского городского округа»

## Население
| 2002     | 2005     | 2006     | 2007     | 2008     | 2009     | 2010     |
| -------- | -------- | -------- | -------- | -------- | -------- | -------- |
| 143 050  | ↘140 316 | ↗140 792 | ↘140 572 | ↘140 554 | ↘139 206 | ↗139 756 |
| 2011     | 2012     | 2013     | 2014     | 2015     | 2016     | 2017     |
| ↗139 792 | ↗140 562 | ↗142 020 | ↗144 034 | ↗146 709 | ↗148 312 | ↗149 735 |
| 2018     | 2019     | 2020     | 2021     | 2023     | 2025     |          |
| ↗150 290 | ↗150 385 | ↘149 756 | ↗150 013 | ↘148 292 | ↘145 905 |          |

##### Национальный состав
Русские (85,8%), татары (5,7%), украинцы (2,1%), немцы (2%), башкиры (1,6%).

## Состав городского округа
| № | Населённый пункт | Тип населённого пункта        | Население |
| - | ---------------- | ----------------------------- | --------- |
| 1 | Заозёрный        | посёлок                       | →363      |
| 2 | Калачёво         | село                          | ↘1452     |
| 3 | Копейск          | город, административный центр | ↘143 751  |
| 4 | Синеглазово      | село                          | ↗340      |

Город включает, помимо центра, 7 территориальных отделов, ещё один территориальный отдел организован в подчинённых городу сельских населённых пунктах (Калачёвский). Всего 8 территориальных отделов входят в структуру администрации Копейского городского округа (перечислены с севера на юг):
- Потанинский территориальный отдел,
- Вахрушевский территориальный отдел,
- Железнодорожный территориальный отдел,
- Горняцкий территориальный отдел,
- Старокамышинский территориальный отдел,
- Бажовский территориальный отдел,
- Октябрьский территориальный отдел,
- Калачёвский территориальный отдел.